# Powiat de Bartoszyce
Le powiat de Bartoszyce (en polonais : powiat bartoszycki ) est un territoire administratif du nord de la Pologne, en voïvodie de Varmie-Mazurie.

## Divisions administratives

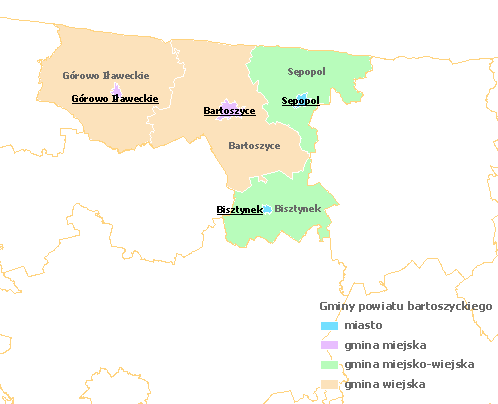
Carte du powiat (en polonais)

Le powiat est composé de 6 communes :
| Gmina                                   | Type         | Superficie (km²) | Population (2006) | Chef-lieu          |
| Bartoszyce                              | urbain       | 11,0             | 25 423            |                    |
| Bartoszyce                              | rural        | 427,8            | 10 769            | Bartoszyce *       |
| Górowo Iławeckie                        | rural        | 416,3            | 7 270             | Górowo Iławeckie * |
| Gmina Bisztynek                         | urbain-rural | 203,6            | 6 749             | Bisztynek          |
| Sępopol                                 | urbain-rural | 246,6            | 6 589             | Sępopol            |
| Górowo Iławeckie                        | urbain       | 3,3              | 4 554             |                    |
| * le chef-lieu est extérieur à la gmina |              |                  |                   |                    |